# Wybory prezydenckie w Słowenii w 2022 roku
Wybory prezydenckie w Słowenii w 2022 roku odbyły się 23 października (I tura) i 13 listopada (II tura).
Urzędujący prezydent Słowenii, Borut Pahor, swoją funkcję pełnił już dwie kadencje, zgodnie z konstytucją nie mógł więc wystartować w wyborach. Prezydentem została wybrana Nataša Pirc Musar, która jest pierwszą kobietą w historii kraju pełniącą ten urząd.

## Wyniki wyborów
W pierwszej turze najwięcej głosów zdobył Anže Logar (ok. 34%), który wraz z Natašą Pirc Musar przeszedł do drugiej tury. W drugiej turze, przy frekwencji wynoszącej ponad 53%, zwyciężyła jednak Pirc Musar, zdobywając 54% głosów. Miało to związek z udzieleniem jej poparcia przez część kandydatów z pierwszej tury.
| Kandydat                          | Kandydat                          | Partia                            | I tura    | I tura | II tura   | II tura |
| Kandydat                          | Kandydat                          | Partia                            | Głosy     | %      | Głosy     | %       |
| --------------------------------- | --------------------------------- | --------------------------------- | --------- | ------ | --------- | ------- |
|                                   | Nataša Pirc Musar                 | Niezależny                        | 234 361   | 26,88  | 483 812   | 53,89   |
|                                   | Anže Logar                        | SDS                               | 296 000   | 33,95  | 414 029   | 46,11   |
|                                   | Milan Brglez                      | SD                                | 134 726   | 15,45  |           |         |
|                                   | Vladimir Prebilič                 | Niezależny                        | 92 456    | 10,60  |           |         |
|                                   | Sabina Senčar                     | Resni.ca                          | 51 767    | 5,94   |           |         |
|                                   | Janez Cigler Kralj                | NSi                               | 38 113    | 4,37   |           |         |
|                                   | Miha Kordiš                       | Levica                            | 24 518    | 2,81   |           |         |
| Nieważne/puste głosy              | Nieważne/puste głosy              | Nieważne/puste głosy              | 4 625     | 0,53   | 10 224    | 1,13    |
| Razem                             | Razem                             | Razem                             | 876 566   | 100    | 908 065   | 100     |
| Zarejestrowani wyborcy/frekwencja | Zarejestrowani wyborcy/frekwencja | Zarejestrowani wyborcy/frekwencja | 1 694 437 | 51,73  | 1 694 373 | 53,59   |
| Źródło: Volitve                   |                                   |                                   |           |        |           |         |